# Heller Ödön
Heller Ödön (Budapest, 1878. november 21. – Szeged, 1921. július 13.) magyar festőművész.

## Életrajz
Apja Heller Emánuel, anyja Glatter Johanna, nagybátyja Glatter Ármin (1861–1931) és unokatestvére, Glatter Gyula (1886–1927) volt. Másik unokatestvérének (Glatter Jakab) fia Radnóti Miklós néven vált híressé. Elemi iskoláit Miskolcon és Szegeden végezte. A kereskedelmi érettségit követően a Magyar-Francia Biztosító Társaságnál lett tisztviselő. Budapesten három évet Vajda Zsigmondnál, később Münchenben és Párizsban tanult. 1906 és 1907 nyarán Nagybányán volt növendék, majd 1908-tól Szegeden élt. 1912-ben Észak-Afrikában járt.
A Műcsarnok, a Nemzeti Szalon, valamint szegedi tárlatok állandó kiállítója volt. Az első világháborúban katonazenészként szolgált. 1919-ben tanított a szegedi Művészeti Szabadiskolában Juhász Gyula, Gergely Sándor társaságában. A védelem tanúja volt a szegedi tisztikar forradalmasításával vádolt Tabódy Zsolt és Dettre Béla elleni bűnperben, de kihallgatására nem került sor, mert 1921 júliusának közepén meggyilkolták.
A zsidó temetőben lévő sírjánál Lőw Immánuel és Juhász Gyula beszélt. A Szegedi Napló munkatársa feljegyezte a költő néhány mondatát: „Nem mondok örökre búcsút, mert ami benned szépség, igazság és érték, az tovább él vásznaid napfényében és színeiben... Tragédiád volt, hogy éppen az a szőke Tisza ringatott utoljára, amelyről annyit álmodott ihletett lelked, és most ölére fogad a magyar rög is, amelynek lüktetése annyiszor visszadobbant a te művész szívedben.”
Síremlékét Tardos-Taussig Ármin tervezte.
Móra Ferenc a haláleset kapcsán írta A festő halála c. regényét (1922).
A szegedi Móra Ferenc Múzeum több művét őrzi, 1930-ban és 1951-ben emlékkiállítást rendeztek képeiből. 1984-ben nevezték el a Tápén a festőről a Heller-közt, valamint 1989 óta a Szeged-Tápéi Művelődési Ház viseli a nevét.

## Halálának körülményeiről
Még szerdán, július 13-án mint minden nap, estig Tápén tartózkodott, de fél 7-kor kerékpárján elindult bérelt gazdaságából a falu felé. [...] Megtalálták Heller Ödön holttestét, egy tápéi horgász fogta ki a Tiszából nem sokkal föntebb a tápéi komp járójánál. [...] Boga Dezső doktor megállapította: gyilkosság történt. Heller balkarján lövés, s a fején két golyó nyoma található, testén ütések és erős szorítások nyomai. [...] Ötven esztendő távlatából is csak annyi a bizonyosságunk, akiket vád alá fogtak s kínoztak, Heller meggyilkolása miatt, ártatlanok voltak. Az igazi gyilkosok kilétére soha nem derül fény. Ma politikai jellegű gyilkosságnak tudjuk, Szegeden a történések idejében, bizonyos katonaköröknek nagy képzettségük volt efféle gyilkosságok végrehajtásában.